# Charles Poletti
Charles Poletti, född 2 juli 1903 i Barre, Vermont, död 8 augusti 2002 i Collier County, Florida, var en amerikansk guvernör.
Poletti var guvernör i New York från 3 december till 31 december 1942. Han var den första amerikan av italiensk härkomst som tjänstgjort som guvernör i en delstat.
Demokraten Poletti var viceguvernör i New York 1939-1942. Han lyckades inte bli omvald som viceguvernör, men fick ändå tjänstgöra 29 dagar som guvernör, eftersom guvernör Herbert H. Lehman avgick strax innan mandatperiodens slut.
I slutet av andra världskriget tjänstgjorde Poletti som officer i United States Army i Italien. Han befordrades till överste och fick överse en del av den civila förvaltningen i Italien. Dels hade han sin erfarenhet från delstaten New York bakom sig, dels var han av italiensk härkomst.
Poletti avled 99 år gammal och gravsattes i Elizabethtown, New York.

## Utmärkelser
- Kommendör av Gregoriusorden
- Kommendör av 1 klass av Brittiska imperieorden
- Legionär av Legion of Merit

[Redigera Wikidata]